# Giải của Hiệp hội phê bình phim Chicago cho nam diễn viên chính xuất sắc nhất
Giải của Hiệp hội phê bình phim Chicago cho nam diễn viên chính xuất sắc nhất là một giải thưởng hàng năm của Hiệp hội phê bình phim Chicago dành cho nam diễn viên đóng vai chính trong một phim, được bầu chọn là xuất sắc nhất.

## Các người đoạt giải

### Thập niên 1980
| Năm  | Người đoạt giải | Phim                       | Vai diễn  |
| ---- | --------------- | -------------------------- | --------- |
| 1989 | Tom Cruise      | Born on the Fourth of July | Ron Kovic |

### Thập niên 1990
| Năm  | Người đoạt giải    | Phim                | Vai diễn                 |
| ---- | ------------------ | ------------------- | ------------------------ |
| 1990 | Jeremy Irons       | Reversal of Fortune | Claus von Bülow          |
| 1992 | Denzel Washington  | Malcolm X           | Malcolm X                |
| 1994 | Tom Hanks          | Forrest Gump        | Forrest Gump             |
| 1995 | Nicolas Cage       | Leaving Las Vegas   | Ben Sanderson            |
| 1996 | Billy Bob Thornton | Sling Blade         | Karl Childers            |
| 1997 | Robert Duvall      | The Apostle         | Euliss Dewey/The Apostle |
| 1998 | Ian McKellen       | Gods and Monsters   | James Whale              |
| 1999 | Kevin Spacey       | American Beauty     | Lester Burnham           |

### Thập niên 2000
| Năm  | Người đoạt giải        | Phim                        | Vai diễn               |
| ---- | ---------------------- | --------------------------- | ---------------------- |
| 2000 | Tom Hanks              | Cast Away                   | Chuck Noland           |
| 2001 | Gene Hackman           | The Royal Tenenbaums        | Royal Tenenbaum        |
| 2002 | Daniel Day-Lewis       | Gangs of New York           | William "Bill" Cutting |
| 2003 | Bill Murray            | Lost in Translation         | Bob Harris             |
| 2004 | Paul Giamatti          | Sideways                    | Miles Raymond          |
| 2005 | Philip Seymour Hoffman | Capote                      | Truman Capote          |
| 2005 | Terrence Howard        | Hustle & Flow               |                        |
| 2005 | Heath Ledger           | Brokeback Mountain          | Ennis Del Mar          |
| 2005 | Joaquin Phoenix        | Walk the Line               | Johnny Cash            |
| 2005 | David Strathairn       | Good Night, and Good Luck.  |                        |
| 2006 | Forrest Whitaker       | The Last King of Scotland   | Idi Amin               |
| 2006 | Leonardo DiCaprio      | The Departed                |                        |
| 2006 | Ryan Gosling           | Half Nelson                 |                        |
| 2006 | Peter O'Toole          | Venus                       |                        |
| 2006 | Will Smith             | The Pursuit of Happyness    |                        |
| 2007 | Daniel Day-Lewis       | There Will Be Blood         | Daniel Plainview       |
| 2007 | George Clooney         | Michael Clayton             | Michael Clayton        |
| 2007 | Ryan Gosling           | Lars and the Real Girl      |                        |
| 2007 | Frank Langella         | Starting Out in the Evening |                        |
| 2007 | Viggo Mortenson        | Eastern Promises            |                        |
| 2008 | Mickey Rourke          | The Wrestler                | Randy Robinson         |
| 2008 | Clint Eastwood         | Gran Torino                 |                        |
| 2008 | Richard Jenkins        | The Visitor                 |                        |
| 2008 | Frank Langella         | Frost/Nixon                 | Richard Nixon          |
| 2008 | Sean Penn              | Milk                        | Harvey Milk            |